# بنجاب (قوم)
- ਪੰਜਾਬੀ
- پنجابی

البنجاب أو الشعب البنجابي (بالإنجليزية: Punjabis) (بالبنجابية (بأبجدية شاه مُكهي): پنجابی، و(بأبجدية الغورموخي): ਪੰਜਾਬੀਆਂ). مجموعة إثنية هندوآرية مرتبطة بمنطقة البنجاب في جنوب آسيا، وتحديدًا في الجزء الشمالي من شبه القارة الهندية المنقسم حاليًا بين بنجاب (الهند) وبنجاب (الباكستان). يتحدثون اللغة البنجابية وهي لغة من عائلة اللغات الهندوآرية. يعني الاسم بنجاب حرفيًا أرض الأنهار الخمس باللغة الفارسية: بانج «خمسة» آب «نهر». استُحدث اسم المنطقة من قبل الغزاة التركو فارسيين لشبه القارة الهندية. البنجاب هم سابع أكبر مجموعة إثنية في العالم من أصل مجموع السكان.
منطقة البنجاب التاريخية (انظر تقسيم البنجاب للسياق التاريخي الهام) غالبًا ما يُشار إليها في كل من الهند والباكستان باسم «سلة الخبز» نظرًا لخصوبة أرضها. منذ مطلع القرن الثامن عشر بدأت مختلف القبائل والطوائف وسكان إقليم البنجاب بالانصهار في هوية مشتركة أوسع هي «البنجابية». قبل ذلك، لم يكن هناك وجود لمجتمع أو شعور وتصور لهوية «بنجابية» إثنية ثقافية، على الرغم من أن غالبية المجتمعات المختلفة في منطقة البنجاب امتلكوا قواسم مشتركة لغوية وثقافية وإثنية منذ فترة طويلة.
من الناحية التقليدية، فإن الهوية البنجابية في المقام الأول لغوية وجغرافية وثقافية. وهويتها مستقلة عن الأصل التاريخي أو الدين وتشير إلى المقيمين في إقليم بنجاب أو ممن يرتبطون بسكانه والذين يعتبرون اللغة البنجابية لغتهم الأم. يُعتبر الإدماج الاجتماعي والاستيعاب الثقافي من الجوانب الهامة للثقافة البنجابية، إذ أن الهوية البنجابية لا تقوم فقط على الروابط القبلية. يشترك جميع البنجاب تقريبًا في خلفيتهم الثقافية.
من الناحية التاريخية، كان شعب البنجاب مجموعة متغايرة انقسمت إلى عدد من العشائر التي تسمى براداري (تعني حرفيًا «الأخوية») أو القبائل، مع ارتباط كل شخص بعشيرة ما. مع ذلك، فإن الهوية البنجابية تشمل أيضًا أولئك الذين لا ينتمون لأي من القبائل التاريخية. بمرور الوقت، تقترب الهياكل القبلية من نهايتها ويتم استبدالها بمجتمع أكثر تماسكا وشمولية، إذ يشكل بناء المجتمعات وتماسك الجماعة الركائز الجديدة لمجتمع البنجاب. بمصطلحات معاصرة نسبية، يمكن الإشارة إلى البنجاب ضمن ثلاث مجموعات فرعية شائعة؛ مسلمو البنجاب وسيخ البنجاب وهندوس البنجاب. 

## التوزع الجغرافي

### البنجاب في الحقبة السيخية
في القرن التاسع عشر، أنشأ الماهاراجا رانجيت سينغ إمبراطورية السيخ البنجابية التي تقع حول منطقة بنجاب. وكانت المساحة الجغرافية الرئيسية للبلد هي منطقة البنجاب التي يحدها ممر خيبر غربًا وكشمير شمالًا والسند جنوبًا والتبت شرقًا. تتوزع الديموغرافيا الدينية للمملكة بين المسلمين (70%)، والسيخ (17%)، والهندوس (13%). كان عدد السكان 3.5 مليون نسمة، حسب ما ورد في كتاب أماريندر سينغ «الغروب الأخير: نهضة وسقوط بلاط لاهور الملكي» (بالإنجليزية: The Last Sunset: The Rise and Fall of the Lahore Durbar). في عام 1799 نقل رانجيت سينغ العاصمة إلى لاهور من جوجرانوالا حيث أُسِّسها جده شارات سينغ عام 1763.
إن منطقة البنجاب متاخمة للهند والإمبراطورية الدرانية الأفغانية. خلقت التقسيمات السياسية الحديثة التالية المملكة البنجابية التاريخية:
- إقليم البنجاب حتى مدينة ملتان جنوبًا
  - البنجاب (بالأردية والبنجابية: پنجاب)، باكستان، عاصمتها لاهور
  - أجزاء من ولاية البنجاب، الهند
  - هيماجل برديش، الهند
  - هاريانا، الهند
  - جامو، الهند، ضُمَّت عام 1808 – حتى 17 يونيو عام 1822
- كشمير، غُزِيَت في 5 يوليو عام 1819 – حتى 15 مارس 1846 من قِبل الهند/باكستان/الصين[43][44]
  - غلغت، غلغت-بلتستان، باكستان (احتُلت منذ 1842 حتى 1846)
  - لداخ، الهند
- ممر خيبر، أفغانستان/باكستان[45]
  - بيشاور، باكستان (احتُلت عام 1818، أُعيد احتلالها عام 1834)[46]
  - خيبر بختونخوا والمناطق القبلية الخاضعة للإدارة الاتحادية، باكستان (موثقة من هزاره حتى بانو (احتُلت عام 1818، احتُلت مرة أخرى عام 1836)[47]

بعد وفاة رانجيت سينغ عام 1839، أُضعِفت الإمبراطورية بشدة نتيجة الانقسامات الداخلية وسوء الإدارة السياسية. اغتنمت شركة الهند الشرقية البريطانية هذه الفرصة لشن حرب السيخ الأولى. في نهاية المطاف، ضُمت البلاد وفُككت في نهاية حرب السيخ الثانية عام 1849 إلى ولايات أميرية منفصلة ومقاطعة البنجاب البريطانية. أخيرًا، شُكِّلت حكومة نائبة في لاهور كممثل مباشر للتاج البريطاني.

### تقسيم البنجاب
اعتبر المؤرخون استقلال الهند وباكستان عام 1947، ثم تقسيم البنجاب لاحقًا، بداية النهاية للإمبراطورية البريطانية. قدرت المفوضية السامية للأمم المتحدة لشؤون اللاجئين أن ما مجموعه 14 مليون هندوسي وسيخي ومسلم قد نزحوا أثناء التقسيم. حتى الآن تعتبر هذه أكبر هجرة جماعية في تاريخ البشرية.
حتى عام 1947، حكم إقليم البنجاب ائتلاف يضم حزب المؤتمر الوطني الهندي وحزب شيروماني آكالي دال بزعامة السيخ وحزب الرابطة الإسلامية الوحدوي. بيد أن نمو القومية الإسلامية أدى إلى جعل حزب رابطة مسلمي عموم الهند (أو ما يعرف بحزب العصبة الإسلامية) هو الحزب المهيمن في انتخابات عام 1946. مع تزايد النزعة الانفصالية الإسلامية، ازدادت المعارضة ضمن صفوف هندوس وسيخ البنجاب زيادة كبيرة. أدى العنف الطائفي عشية استقلال الهند إلى إقالة الحكومة الائتلافية، رغم أن حكومة حزب العصبة الإسلامية الناجح لم تتمكن من تشكيل الأغلبية. إلى جانب إقليم البنغال، تم تقسيم البنجاب على أسس دينية، إذ أصبح الغرب ذو الأغلبية المسلمة جزءًا من الدولة الإسلامية الجديدة في باكستان، وبقي الهندوس والسيخ الشرقيون في الهند. رافق التقسيم أعمال عنف واسعة النطاق على الجانبين، ما أدى إلى مقتل مئات الآلاف من الأشخاص. جرى تطهير غرب البنجاب من السكان الهندوس والسيخ الذين أُرغِموا على مغادرة الهند، في حين جرى تطهير شرق البنجاب ودلهي من السكان المسلمين. 
بحلول ستينيات القرن العشرين، خضع إقليم البنجاب الهند لإعادة تنظيم مع تزايد المطالبات بولاية بنجابية لغوية (بما يتماشى مع سياسة قانون إعادة تنظيم الولايات 1956 فيما يتعلق بالولايات اللغوية والذي كان مطبقًا في بقية الهند). جرى تشكيل المناطق الناطقة بالهندية ضمن ولايتي هيماجل برديش وهاريانا على التوالي، ما ترك أغلبية متحدثة باللغة البنجابية في ولاية البنجاب. في ثمانينيات القرن ذاته، أدت نزعة السيخ الانفصالية الممزوجة بالغضب الشعبي ضد عمليات الجيش الهندي لمكافحة التمرد (لا سيما عملية بلو ستار) إلى حالة من العنف والفوضى في البنجاب الهندي لم تنحسر حتى تسعينيات القرن. يتنازع حزب المؤتمر العلماني وحزب آكالي دال الديني السيخي وحليفه حزب بهاراتيا جاناتا على السلطة السياسية في ولاية البنجاب الهندية. ما تزال ولاية البنجاب الهندية واحدة من أكثر ولايات الهند ازدهارًا، وتعتبر «سلة الخبز للهند».
في أعقاب التقسيم، شكّل سكان غرب البنجاب أغلبية سكان باكستان، وكان إقليم البنجاب يشكل 40% من إجمالي مساحة الأراضي الباكستانية. يستمر البنجاب الحاليون بكونهم أكبر مجموعة إثنية في باكستان، إذ يمثلون نصف سكان البلد. يقيم البنجاب غالبًا في إقليم البنجاب المتاخم لآزاد كشمير وفي ناحية بايتختي إسلام آباد. ثمّة مجتمعات بنجاب كبيرة أيضًا في مدينة جامو في ولاية «جامو وكشمير» وفي ولاية راجستان وولاية أوتاراخند وولاية أوتار براديش.

## اقرأ أيضا
- سنتال